# Duel (Propaganda)
Duel is een nummer van de Duitse band Propaganda. Het is de tweede single van hun debuutalbum A Secret Wish uit 1985. Het nummer werd op 7 april van dat jaar op single uitgebracht.

## Achtergrond
De plaat werd een bescheiden hit in Propaganda's thuisland Duitsland, waar de plaat de 30e positie haalde. Verder werd de single ook in het Verenigd Koninkrijk, Nieuw-Zeeland, Italië, Nederland en Vlaanderen een hit.
In Nederland was de plaat op vrijdag 14 juni 1985 Veronica Alarmschijf op Hilversum 3 en werd een top tien hit in de destijds drie hitlijsten op de nationale publieke popzender. De plaat bereikte de 5e positie in zowel de Nederlandse Top 40 als de TROS Top 50 en de 9e positie in de Nationale Hitparade. In de Europese hitlijst op Hilversum 3, de TROS Europarade, werd de 18e positie bereikt
In België behaalde de plaat de 10e positie in de Vlaamse Radio 2 Top 30 en de 15e positie in de voorloper van de Vlaamse Ultratop 50.

### NPO Radio 2 Top 2000
| Nummer met noteringen in de NPO Radio 2 Top 2000 | '00 | '01 | '02 | '03  | '04  | '05  | '06  | '07  | '08  | '09 | '10  | '11  | '12  | '13  | '14  | '15  | '16  | '17  | '18  |
| ------------------------------------------------ | --- | --- | --- | ---- | ---- | ---- | ---- | ---- | ---- | --- | ---- | ---- | ---- | ---- | ---- | ---- | ---- | ---- | ---- |
| Duel                                             | 810 | 740 | 809 | 1062 | 1168 | 1231 | 1228 | 1808 | 1265 | 973 | 1377 | 1798 | 1592 | 1535 | 1790 | 1855 | 1995 | 1594 | 1722 |

1. ↑  Een vetgedrukt getal geeft de hoogste notering aan.
2. ↑  2000 was het eerste jaar met een notering voor dit nummer.
3. ↑  Deze tabel is bijgewerkt tot en met de laatste editie (2024).